# Tom Gayford
Thomas Franklin „Tom“ Gayford (* 21. November 1928 in Toronto, Ontario) ist ein ehemaliger kanadischer Spring- und Vielseitigkeitsreiter.
Er startete bei drei Olympischen Spielen (1952 und 1960 im Vielseitigkeitsreiten, 1968 im Springreiten). 1968 gewann er mit der Mannschaft die Goldmedaille.
Gayford war Equipe-Chef der kanadischen Mannschaft und entwarf 1976 den Springreitkurs für die Olympischen Spiele in Montreal.
1968 wurde er in die Hall of Fame des kanadischen Sports aufgenommen.